# Пам'ятник Іванові Франку (Дрогобич)
Пам'ятник Іванові Франку — пам'ятник визначному українському письменникові, поету, вченому та мислителю Іванові Франку в Дрогобичі.

## Розташування

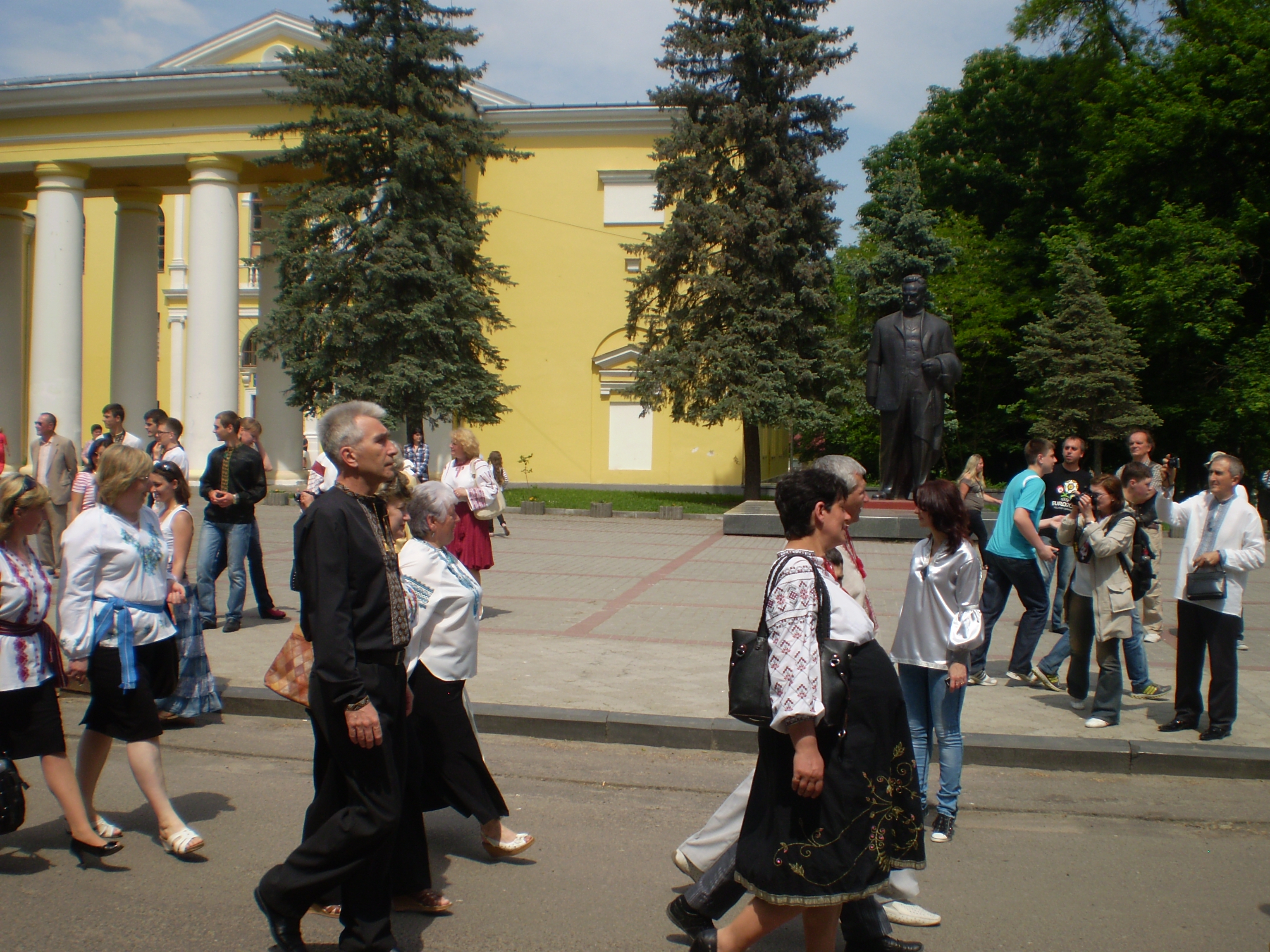
Марш учасників «Вишиванка-фест» поблизу пам'ятника. 20 травня 2012 року.

Монумент Іванові Франку встановлено на однойменній вулиці, на невеликій площі біля Народного дому імені Івана Франка.

## З історії пам'ятника
Пам'ятник Франкові у Дрогобичі встановлений 1966 року. Урочисте відкриття відбулось у неділю 9 жовтня 1966 року в 110-ту річницю ювілею Івана Франка. 
На відкритті монументу були присутні: Олесь Гончар, Павло Загребельний, Іван Ле, Ірина Вільде, Юрій Збанацький, Петро Панч, Антон Хижняк, Олександр Корнійчук, Василь Козаченко та ін.
Біля пам'ятника Іванові Франку відбуваються різноманітні заходи. Щорічно проводиться урочисте нагородження лавреатів Міжнародної премії імені Івана Франка.
У 2016 році біля пам'ятника відбулось урочисте віче, яке було приурочене до 50-ї річниці спорудження монументу Іванові Франку.

## Опис
Повнофігурна статуя, Іван Франко стоїть з плащем на лівій руці, встановлена на п'єдесталі з сірого граніту. 
Спочатку постамент був із залізобетону, який замінили на гранітний до 150-річчя поета.
Спереду на постаменті встановлено скісну гранітну плиту з бронзовим каліграфічним написом «Іван Франко».
У 2004 році пам'ятник Іванові Франку облицювали міддю .

## Автори
Сульптори: Еммануїл Мисько, Василь Одрехівський, Яків Чайка.
Архітектори: Ярослав Новаківський та Анатолій Консулов.

## Світлини

Пам'ятник на фоні Дрогобицького міського РАЦСу
Пам'ятник навесні (травень 2018)
Пам'ятник на фоні екопарку "Студентський"
Вид на пам'ятник з вулиці Івана Франка
Пам'ятник навесні (березень 2017)